# I’ll Like You
23 сентября Belift Lab подтвердили, что ILLIT выпустит свой второй мини-альбом I'll Like You 21 октября 2024 года. Презентация нового альбома также состоялась через два дня после даты выхода альбома.
Пресса подтвердила, что второй мини-альбом ILLIT «I'LL LIKE YOU» углубляет концепцию «REAL ME» из «SUPER REAL ME».
Продолжительность: 12:08.
Альбом представлен в шести версиях: With (зеленый, голубой), To (розовый, белый), Between (фиолетовый, черный), а также три версии от  (в форме фотоаппарата): With (голубой), To (розовый), Between (фиолетовый).
Жанры альбома: Инди-поп, поп, современный, танцевальный.
Песни, вошедшие в альбом:
Cherish (My love) - заглавный трек
I'll like you - би-сайд
Pimple - би-сайд
Tick-Tack - би-сайд
IYKYK (If You Know You Know) - би-сайд
За 13 дней альбом превысил 390000 продажных копий на Hanteo. За 1 день - 298310.
За 2 дня все песни из альбома достигли новой вершины в еженедельном рейтинге Top Song Spotify (Южная Корея)